# Філіпп Льоре
Філі́пп Льоре́ (фр. Philippe Lioret, *10 жовтня 1955, Париж, Франція) — французький кінорежисер, сценарист, продюсер.

## Біографія
Філіпп Льоре народився 10 жовтня 1955 року у Парижі, Франція.
У 1980–1992 роках працював асистентом режисера та звукорежисером. У 1993 році дебютував як режисер повнометражною стрічкою «Ті, що впали з неба». Став відомим завдяки фільму «Ласкаво просимо», що отримав низку фестивальних та інших кінонагород та номінацій.

## Фільмографія
| 1993 | Ті, що впали з неба               | Tombés du ciel                 | режисер, сценарист                     |
| 1994 | 3000 сценаріїв проти вірусу       | 3000 scénarios contre un virus | серіал; режисер                        |
| 1997 | Потрібна коректна поведінка       | Tenue correcte exigée          | режисер, сценарист                     |
| 2001 | Не потрібно історій!              | Pas d'histoires!               | режисер, сценарист                     |
| 2001 | Мадемуазель                       | Mademoiselle                   | режисер, сценарист                     |
| 2004 | Напарник                          | L'équipier                     | режисер, сценарист                     |
| 2005 | Корова, що сміється               | Vache-qui-rit                  | короткометражка; режисер, сценарист    |
| 2005 | Убий кохання                      | Tue l'amour                    | короткометражка; режисер, сценарист    |
| 2005 | Ніс гондоли                       | Tête de gondole                | режисер                                |
| 2006 | Не хвилюйся, у мене усе нормально | Je vais bien, ne t'en fais pas | режисер, сценарист                     |
| 2009 | Ласкаво просимо                   | Welcome                        | режисер, сценарист                     |
| 2011 | Усі наші бажання                  | Toutes nos envies              | режисер, сценарист (сюжет і адаптація) |
| 2016 | Син Жана                          | Le Fils de Jean                | режисер, сценарист                     |

## Визнання
У січні 2014 року Філіпп Льоре удостоєний звання офіцера Ордена мистецтв та літератури.
| Рік                                  | Категорія                                                     | Номінант                                              | Результат |
| ------------------------------------ | ------------------------------------------------------------- | ----------------------------------------------------- | --------- |
| Кінофестиваль в Сан-Себастьяні       |                                                               |                                                       |           |
| 1993                                 | Золота мушля                                                  | Ті, що впали з неба                                   | Номінація |
| 1993                                 | Найкращий режисер                                             | Філіпп Льоре                                          | Перемога  |
| 1993                                 | Приз Міжнародної Католицької організації в царині кіно (OCIC) | Ті, що впали з неба                                   | Перемога  |
| Премія «Сезар»                       |                                                               |                                                       |           |
| 2007                                 | Найкращий фільм                                               | Не хвилюйся, у мене усе нормально                     | Номінація |
| 2007                                 | Найкраща режисерська робота                                   | Філіпп Ліоре                                          | Номінація |
| 2007                                 | Найкращий адаптований сценарій                                | Філіпп Ліоре (з Олів'є Адамом)                        | Номінація |
| 2010                                 | Найкращий фільм                                               | Ласкаво просимо                                       | Номінація |
| 2010                                 | Найкраща режисерська робота                                   | Філіпп Ліоре                                          | Номінація |
| 2010                                 | Найкращий сценарій                                            | Філіпп Ліоре (з Еммануелем Коркулем та Олів'є Адамом) | Номінація |
| Золота зірка кіно                    |                                                               |                                                       |           |
| 2007                                 | Найкращий сценарій (разом з Олів'є Адамом)                    | Не хвилюйся, у мене усе нормально                     | Перемога  |
| Кінофестиваль молодого кіно в Турині |                                                               |                                                       |           |
| 2009                                 | Приз Мацріціо Колліно                                         | Ласкаво просимо                                       | Перемога  |
| Варшавський кінофестиваль            |                                                               |                                                       |           |
| 2009                                 | Приз глядацьких симпатій                                      | Ласкаво просимо                                       | Перемога  |
| Берлінський кінофестиваль            |                                                               |                                                       |           |
| 2009                                 | Приз екуменічного журі                                        | Ласкаво просимо                                       | Перемога  |
| 2009                                 | Приз Label Europa Cinemas                                     | Ласкаво просимо                                       | Перемога  |
| Премія «Люм'єр»                      |                                                               |                                                       |           |
| 2009                                 | Найкращий фільм                                               | Ласкаво просимо                                       | Перемога  |